# 世にも奇妙な物語 秋の特別編 (2016年)
『世にも奇妙な物語 秋の特別編』（よにもきみょうなものがたり あきのとくべつへん）は、2016年10月8日（土曜日）21:00 - 23:10にフジテレビで放送された『世にも奇妙な物語』の特別編。

## シンクロニシティ

### あらすじ
逸見栄子は時計のサイズを直そうと時計店へと訪れると偶然高校時代の友人の川島朱美に出会う。2人が出会うのは成人式以来。しかも時計店へと訪れた目的も一緒だった。さらに恋人の名字と彼氏との交際の日も同じであると判明。訪れたバーのマスターから「シンクロニシティ」と伝えられた。そのシンクロニシティが今日の8月7日の12年前の高校時代の2人が加担したいじめで友人が自殺したことを思い出し、更なる恐怖の偶然の一致が2人に襲い掛かる。

### キャスト
- 逸見栄子 - 黒木メイサ
- 川島朱美 - 藤井美菜
- 荻原先生 - 内田滋
- 運転手 - 水野智則
- 江里奈の父 ‐ 山上賢治
- 江里奈の母 ‐ 兎本有紀

### スタッフ
- 原作 - 新津きよみ「シンクロニシティ」（『彼女たちの事情』所収 / 光文社文庫）
- 脚本 - 岡田道尚
- 演出 - 岩田和行

## 貼られる!
原作は高校が舞台で女子学生が主人公だが、本作は銀行が舞台で一流バンカーが主人公に大幅に変更されている。

### あらすじ
一流バンカーの椎名毅は上層部や部下にも信頼されていた。ある日、タクシーに乗った毅は運賃がいつもより高いと運転手に尋ねた瞬間、自分の体に「難癖をつけるクレーマー」というレッテルが貼られていることに気付く。この日を境に周囲の発言とは裏腹に酷評されていることが明らかになる。

### キャスト
- 椎名毅 - 成宮寛貴
- 日下部篤弘 ‐ 戸塚純貴
- 和田玄太 ‐ 鈴木貴之
- 大迫真悠子 ‐ 夏子
- 村岡純 ‐ やべけんじ
- 半田愛奈 - 三倉茉奈
- 半田辰夫 - 渡辺哲
- 椎名まり - 早坂ひらら

### スタッフ
- 原作 - HERO「レッテルのある教室」（『７と嘘吐きオンライン HERO個人作品集』所収 / スクウェア・エニックス）
- 脚本 - 宇山佳佑
- 演出 - 品田俊介

## 捨て魔の女

### あらすじ
土岐田栞はしがないアナウンサーで、妹の夏希にも心配されるほど。そんなある日、偶然出会った僧侶に声を掛けられ、「何かを得たければ何かを捨てねばならないのです」と導かれた。お気に入りのTシャツが破けてしまったその日、抽選会場で高級牛肉が当たった。そのことをきっかけに何かを捨てればいい仕事が舞い込んでくると信じてしまい、身の回りの物を捨て始めて行き着いた先は…。

### キャスト
- 土岐田栞 - 深田恭子
- 土岐田夏希 - 阿部純子
- 竜太 - 中林大樹
- 佐竹アリス - 上野なつひ
- 小田秀俊 ‐ 迫田孝也
- 榎並大二郎 ‐ 榎並大二郎
- 僧侶 - 鶴谷嵐

### スタッフ
- 脚本 - 吉井三奈子
- 演出 - 土方政人

## 車中の出来事

### あらすじ
時は昭和30年代。舞台は列車の車両の最後尾。キザな男と優男と猪首の男の3人が織りなすストーリー。

### キャスト
- キザな男 - 北村一輝
- 優男 - 古川雄輝
- 佐藤満男 ‐ 森本のぶ
- 猪首の男 - 杉本哲太
- 売り子 - 太田莉菜
- 児島 - 斉藤一平

### スタッフ
- 原作 - 我孫子武丸「車中の出来事」（『たけまる文庫 謎の巻』所収 / 集英社文庫）
- 脚本 - 森ハヤシ
- 演出 - 植田泰史

## アバンストーリー「ずっとトモダチ」
世にも奇妙な物語の放映作品一覧#'16秋の特別編を参照。

### あらすじ
いじめに耐えかねて自殺した女子高生・亜弥。生前、LINEで友達登録していたりんながいじめっ子3人に復讐する。

### キャスト
- りんな - りんな（本人）
- 香織 - 久保田紗友
- 亜弥 - 山田杏奈
- 舞 - 小野花梨
- 友里 - 花影香音

### スタッフ
- 脚本 - 三浦希紗
- 演出 - 品田俊介